# Liste des monuments historiques protégés en 2016
Cet article recense les immeubles protégés au titre des monuments historiques en 2016, en France.

## Protections
| Édifice                                                                                | Commune                     | Département             | Région                     | Protection | Base Mérimée                         | Coordonnées                         | Image |
| -------------------------------------------------------------------------------------- | --------------------------- | ----------------------- | -------------------------- | ---------- | ------------------------------------ | ----------------------------------- | ----- |
| Statue Xavier Bichat                                                                   | Bourg-en-Bresse             | Ain                     | Auvergne-Rhône-Alpes       | inscrit    | « PA01000042 », notice no PA01000042 | 46° 12′ 25″ nord, 5° 13′ 27″ est    |       |
| Relais de poste de Guéreins                                                            | Guéreins                    | Ain                     | Auvergne-Rhône-Alpes       | inscrit    | « PA00116410 », notice no PA00116410 | 46° 06′ 25″ nord, 4° 46′ 49″ est    |       |
| Château de Vesancy                                                                     | Vesancy                     | Ain                     | Auvergne-Rhône-Alpes       | inscrit    | « PA01000043 », notice no PA01000043 | 46° 20′ 53″ nord, 6° 05′ 21″ est    |       |
| Château de Béost                                                                       | Vonnas                      | Ain                     | Auvergne-Rhône-Alpes       | inscrit    | « PA01000044 », notice no PA01000044 | 46° 11′ 45″ nord, 4° 59′ 41″ est    |       |
| Ancienne salle de spectacles dite Casino                                               | La Ferté-Chevresis          | Aisne                   | Hauts-de-France            | inscrit    | « PA02000090 », notice no PA02000090 | 49° 44′ 09″ nord, 3° 33′ 31″ est    |       |
| Nécropole nationale de Le Sourd et Cimetière militaire allemand de Le Sourd            | Lemé                        | Aisne                   | Hauts-de-France            | inscrit    | « PA02000089 », notice no PA02000089 | 49° 51′ 20″ nord, 3° 44′ 02″ est    |       |
| Villa de la Tronçais                                                                   | Fleuriel                    | Allier                  | Auvergne-Rhône-Alpes       | inscrit    | « PA03000050 », notice no PA03000050 | 46° 17′ 21″ nord, 3° 09′ 45″ est    |       |
| Château de Bien-Assis                                                                  | Montluçon                   | Allier                  | Auvergne-Rhône-Alpes       | inscrit    | « PA00093167 », notice no PA00093167 | 46° 20′ 37″ nord, 2° 34′ 33″ est    |       |
| Château des Melays                                                                     | Neuvy                       | Allier                  | Auvergne-Rhône-Alpes       | inscrit    | « PA03000051 », notice no PA03000051 | 46° 34′ 28″ nord, 3° 16′ 11″ est    |       |
| Chapelle de Briailles                                                                  | Saint-Pourçain-sur-Sioule   | Allier                  | Auvergne-Rhône-Alpes       | inscrit    | « PA03000052 », notice no PA03000052 | 46° 18′ 10″ nord, 3° 19′ 47″ est    |       |
| Fort de Tournoux                                                                       | La Condamine-Châtelard      | Alpes-de-Haute-Provence | Provence-Alpes-Côte d'Azur | inscrit    | « PA04000034 », notice no PA04000034 | 44° 28′ 11″ nord, 6° 45′ 10″ est    |       |
| Église Saint-Jean-Baptiste                                                             | Saint-Paul-sur-Ubaye        | Alpes-de-Haute-Provence | Provence-Alpes-Côte d'Azur | inscrit    | « PA04000035 », notice no PA04000035 | 44° 31′ 33″ nord, 6° 48′ 12″ est    |       |
| Ouvrage de l'Agaisen                                                                   | Sospel                      | Alpes-Maritimes         | Provence-Alpes-Côte d'Azur | inscrit    | « PA06000047 », notice no PA06000047 | 43° 53′ 13″ nord, 7° 27′ 15″ est    |       |
| Château Galimard                                                                       | Burzet                      | Ardèche                 | Auvergne-Rhône-Alpes       | inscrit    | « PA07000023 », notice no PA07000023 | 44° 44′ 22″ nord, 4° 15′ 00″ est    |       |
| Église Saint-Julien de Tournon-sur-Rhône                                               | Tournon-sur-Rhône           | Ardèche                 | Auvergne-Rhône-Alpes       | inscrit    | « PA00116829 », notice no PA00116829 | 45° 04′ 06″ nord, 4° 49′ 51″ est    |       |
| Domaine de La Pipière                                                                  | Lignol-le-Château           | Aube                    | Grand Est                  | inscrit    | « PA10000035 », notice no PA10000035 | 48° 12′ 34″ nord, 4° 46′ 46″ est    |       |
| Ancien palais de la Micheline dit La Belle Epoque                                      | Carcassonne                 | Aude                    | Occitanie                  | inscrit    | « PA11000052 », notice no PA11000052 | 43° 12′ 36″ nord, 2° 21′ 51″ est    |       |
| Bains-douches de Carcassonne                                                           | Carcassonne                 | Aude                    | Occitanie                  | inscrit    | « PA11000050 », notice no PA11000050 | 43° 12′ 48″ nord, 2° 21′ 24″ est    |       |
| Groupe scolaire Jean-Jaurès                                                            | Carcassonne                 | Aude                    | Occitanie                  | inscrit    | « PA11000051 », notice no PA11000051 | 43° 12′ 46″ nord, 2° 21′ 23″ est    |       |
| Maison presbytérale                                                                    | Lagrasse                    | Aude                    | Occitanie                  | inscrit    | « PA00102719 », notice no PA00102719 | 43° 05′ 27″ nord, 2° 37′ 10″ est    |       |
| Château de Cabrespines                                                                 | Coubisou                    | Aveyron                 | Occitanie                  | inscrit    | « PA00094001 », notice no PA00094001 | 44° 35′ 02″ nord, 2° 43′ 05″ est    |       |
| Moulin du Pont Vieux                                                                   | Millau                      | Aveyron                 | Occitanie                  | inscrit    | « PA12000061 », notice no PA12000061 | 44° 05′ 36″ nord, 3° 04′ 31″ est    |       |
| Tour de la Vayssière                                                                   | Salles-la-Source            | Aveyron                 | Occitanie                  | inscrit    | « PA12000062 », notice no PA12000062 | 44° 27′ 25″ nord, 2° 34′ 42″ est    |       |
| Manufacture des tabacs                                                                 | Strasbourg                  | Bas-Rhin                | Grand Est                  | inscrit    | « PA67000102 », notice no PA67000102 | 48° 34′ 52″ nord, 7° 45′ 29″ est    |       |
| Hôtel de Viguier                                                                       | Arles                       | Bouches-du-Rhône        | Provence-Alpes-Côte d'Azur | inscrit    | « PA13000081 », notice no PA13000081 | 43° 40′ 37″ nord, 4° 37′ 40″ est    |       |
| Hôtel de Donines                                                                       | Arles                       | Bouches-du-Rhône        | Provence-Alpes-Côte d'Azur | inscrit    | « PA13000080 », notice no PA13000080 | 43° 40′ 39″ nord, 4° 37′ 46″ est    |       |
| Hôtel Boussicaud                                                                       | Arles                       | Bouches-du-Rhône        | Provence-Alpes-Côte d'Azur | inscrit    | « PA13000082 », notice no PA13000082 | 43° 40′ 31″ nord, 4° 37′ 16″ est    |       |
| Église Saint-Nicolas-de-Myre                                                           | Marseille                   | Bouches-du-Rhône        | Provence-Alpes-Côte d'Azur | inscrit    | « PA13000083 », notice no PA13000083 | 43° 17′ 19″ nord, 5° 22′ 49″ est    |       |
| Hôtel Olive                                                                            | Marseille                   | Bouches-du-Rhône        | Provence-Alpes-Côte d'Azur | inscrit    | « PA13000084 », notice no PA13000084 | 43° 17′ 24″ nord, 5° 22′ 28″ est    |       |
| Casino de Trouville-sur-Mer                                                            | Trouville-sur-Mer           | Calvados                | Normandie                  | inscrit    | « PA14000111 », notice no PA14000111 | 49° 21′ 58″ nord, 0° 04′ 44″ est    |       |
| Château de Saint-Germain-de-Confolens                                                  | Saint-Germain-de-Confolens  | Charente                | Nouvelle-Aquitaine         | inscrit    | « PA00104502 », notice no PA00104502 | 46° 03′ 11″ nord, 0° 41′ 07″ est    |       |
| Prieuré de Tusson                                                                      | Tusson                      | Charente                | Nouvelle-Aquitaine         | inscrit    | « PA00104527 », notice no PA00104527 | 45° 55′ 59″ nord, 0° 03′ 54″ est    |       |
| Église Notre-Dame-de-l'Assomption de Fontaine-Chalendray                               | Fontaine-Chalendray         | Charente-Maritime       | Nouvelle-Aquitaine         | inscrit    | « PA00104690 », notice no PA00104690 | 45° 56′ 51″ nord, 0° 10′ 57″ ouest  |       |
| Chapelle de la Trinité                                                                 | Bonifacio                   | Corse-du-Sud            | Corse                      | inscrit    | « PA2A000015 », notice no PA2A000015 | 41° 24′ 20″ nord, 9° 07′ 26″ est    |       |
| Orangeraie de Portiglio                                                                | Coti-Chiavari               | Corse-du-Sud            | Corse                      | inscrit    | « PA2A000016 », notice no PA2A000016 | 41° 47′ 36″ nord, 8° 44′ 43″ est    |       |
| Monument à Joffre                                                                      | Châtillon-sur-Seine         | Côte-d'Or               | Bourgogne-Franche-Comté    | inscrit    | « PA21000081 », notice no PA21000081 | 47° 51′ 24″ nord, 4° 34′ 19″ est    |       |
| Monument de la Victoire et du Souvenir                                                 | Dijon                       | Côte-d'Or               | Bourgogne-Franche-Comté    | inscrit    | « PA21000082 », notice no PA21000082 | 47° 18′ 31″ nord, 5° 02′ 46″ est    |       |
| Hôtel Berbis de Longecourt                                                             | Dijon                       | Côte-d'Or               | Bourgogne-Franche-Comté    | inscrit    | « PA00112280 », notice no PA00112280 | 47° 19′ 19″ nord, 5° 02′ 46″ est    |       |
| Monument aux morts de la caserne Vaillant                                              | Dijon                       | Côte-d'Or               | Bourgogne-Franche-Comté    | inscrit    | « PA21000083 », notice no PA21000083 | 47° 19′ 46″ nord, 5° 02′ 42″ est    |       |
| Monument aux morts                                                                     | Gevrey-Chambertin           | Côte-d'Or               | Bourgogne-Franche-Comté    | inscrit    | « PA21000084 », notice no PA21000084 | 47° 13′ 35″ nord, 4° 58′ 19″ est    |       |
| Monument aux morts                                                                     | Grignon                     | Côte-d'Or               | Bourgogne-Franche-Comté    | inscrit    | « PA21000085 », notice no PA21000085 | 47° 33′ 45″ nord, 4° 24′ 39″ est    |       |
| Mediolanum                                                                             | Mâlain                      | Côte-d'Or               | Bourgogne-Franche-Comté    | classé     | « PA00112785 », notice no PA00112785 | 47° 19′ 18″ nord, 4° 48′ 35″ est    |       |
| Domaine de la Serrée                                                                   | Mesmont                     | Côte-d'Or               | Bourgogne-Franche-Comté    | inscrit    | « PA21000086 », notice no PA21000086 | 47° 18′ 32″ nord, 4° 45′ 59″ est    |       |
| Sources de la Seine                                                                    | Poncey-sur-l'Ignon          | Côte-d'Or               | Bourgogne-Franche-Comté    | inscrit    | « PA00112592 », notice no PA00112592 | 47° 29′ 18″ nord, 4° 42′ 59″ est    |       |
| Monument aux morts                                                                     | Pouilly-en-Auxois           | Côte-d'Or               | Bourgogne-Franche-Comté    | inscrit    | « PA21000087 », notice no PA21000087 | 47° 15′ 45″ nord, 4° 33′ 21″ est    |       |
| Monument aux morts                                                                     | Saulieu                     | Côte-d'Or               | Bourgogne-Franche-Comté    | inscrit    | « PA21000088 », notice no PA21000088 | 47° 16′ 50″ nord, 4° 13′ 51″ est    |       |
| Hôtel Dareau                                                                           | Saulieu                     | Côte-d'Or               | Bourgogne-Franche-Comté    | inscrit    | « PA21000089 », notice no PA21000089 | 47° 16′ 39″ nord, 4° 13′ 53″ est    |       |
| Église Saint-Pierre                                                                    | Coatréven                   | Côtes-d'Armor           | Bretagne                   | inscrit    | « PA00089062 », notice no PA00089062 | 48° 46′ 07″ nord, 3° 20′ 36″ ouest  |       |
| Manoir de Goasfroment                                                                  | Plouézec                    | Côtes-d'Armor           | Bretagne                   | inscrit    | « PA22000047 », notice no PA22000047 | 48° 43′ 32″ nord, 2° 58′ 12″ ouest  |       |
| Hôtel Digaultray des Landes                                                            | Quintin                     | Côtes-d'Armor           | Bretagne                   | inscrit    | « PA22000052 », notice no PA22000052 | 48° 24′ 11″ nord, 2° 54′ 49″ ouest  |       |
| Château du Mazeau                                                                      | Peyrat-la-Nonière           | Creuse                  | Nouvelle-Aquitaine         | inscrit    | « PA00100128 », notice no PA00100128 | 46° 04′ 52″ nord, 2° 16′ 04″ est    |       |
| Château des Bernardières                                                               | Mareuil en Périgord         | Dordogne                | Nouvelle-Aquitaine         | inscrit    | « PA00082467 », notice no PA00082467 | 45° 28′ 37″ nord, 0° 33′ 53″ est    |       |
| Château de Mauriac                                                                     | Douzillac                   | Dordogne                | Nouvelle-Aquitaine         | inscrit    | « PA00082523 », notice no PA00082523 | 45° 05′ 20″ nord, 0° 25′ 56″ est    |       |
| Jardins et manoir d'Eyrignac                                                           | Salignac-Eyvigues           | Dordogne                | Nouvelle-Aquitaine         | inscrit    | « PA00082911 », notice no PA00082911 | 44° 56′ 27″ nord, 1° 18′ 52″ est    |       |
| Domaine le Noyer                                                                       | Villac                      | Dordogne                | Nouvelle-Aquitaine         | inscrit    | « PA24000094 », notice no PA24000094 | 45° 10′ 49″ nord, 1° 13′ 42″ est    |       |
| Oratoire Notre-Dame de la Grêle                                                        | Arcey                       | Doubs                   | Bourgogne-Franche-Comté    | inscrit    | « PA25000086 », notice no PA25000086 | 47° 30′ 53″ nord, 6° 40′ 02″ est    |       |
| Villa Zeltner                                                                          | Besançon                    | Doubs                   | Bourgogne-Franche-Comté    | inscrit    | « PA25000087 », notice no PA25000087 | 47° 14′ 41″ nord, 6° 01′ 51″ est    |       |
| Château de Roset-Fluans                                                                | Roset-Fluans                | Doubs                   | Bourgogne-Franche-Comté    | inscrit    | « PA25000088 », notice no PA25000088 | 47° 09′ 53″ nord, 5° 49′ 31″ est    |       |
| Statue de Madame de Sévigné                                                            | Grignan                     | Drôme                   | Auvergne-Rhône-Alpes       | inscrit    | « PA26000032 », notice no PA26000032 | 44° 25′ 12″ nord, 4° 54′ 29″ est    |       |
| Villa Sestier                                                                          | Sauzet                      | Drôme                   | Auvergne-Rhône-Alpes       | classé     | « PA26000029 », notice no PA26000029 | 44° 36′ 13″ nord, 4° 49′ 15″ est    |       |
| Domaine de Murat-Fontlozier                                                            | Valence                     | Drôme                   | Auvergne-Rhône-Alpes       | inscrit    | « PA26000033 », notice no PA26000033 | 44° 54′ 28″ nord, 4° 53′ 20″ est    |       |
| Ancienne chaufferie centrale du quartier des Hauts-Tarterêts                           | Corbeil-Essonnes            | Essonne                 | Île-de-France              | inscrit    | « PA91000270 », notice no PA91000270 | 48° 37′ 03″ nord, 2° 27′ 57″ est    |       |
| Réseau hydraulique de la source de Lormoy                                              | Longpont-sur-Orge           | Essonne                 | Île-de-France              | inscrit    | « PA91000008 », notice no PA91000008 | 48° 38′ 44″ nord, 2° 17′ 13″ est    |       |
| Ensemble agricole monastique                                                           | Longpont-sur-Orge           | Essonne                 | Île-de-France              | inscrit    | « PA91000271 », notice no PA91000271 | 48° 38′ 29″ nord, 2° 17′ 31″ est    |       |
| Tour Grise                                                                             | Verneuil-sur-Avre           | Eure                    | Normandie                  | classé     | « PA00099613 », notice no PA00099613 | 48° 44′ 09″ nord, 0° 55′ 50″ est    |       |
| Ensemble bâti et cour                                                                  | Bonneval                    | Eure-et-Loir            | Centre-Val de Loire        | inscrit    | « PA28000040 », notice no PA28000040 | 48° 10′ 52″ nord, 1° 23′ 14″ est    |       |
| Château de la Gadelière                                                                | Rueil-la-Gadelière          | Eure-et-Loir            | Centre-Val de Loire        | inscrit    | « PA00097250 », notice no PA00097250 | 48° 42′ 15″ nord, 0° 59′ 09″ est    |       |
| Ancienne conserverie Alexis Le Gall                                                    | Loctudy                     | Finistère               | Bretagne                   | classé     | « PA29000079 », notice no PA29000079 | 47° 50′ 06″ nord, 4° 10′ 05″ ouest  |       |
| Manoir de Kerahmanez (ou Keramaner)                                                    | Quimper                     | Finistère               | Bretagne                   | inscrit    | « PA00090335 », notice no PA00090335 | 48° 01′ 25″ nord, 4° 05′ 42″ ouest  |       |
| Îlot des Capucins                                                                      | Roscanvel                   | Finistère               | Bretagne                   | inscrit    | « PA29000098 », notice no PA29000098 | 48° 19′ 09″ nord, 4° 34′ 58″ ouest  |       |
| Manoir de Kermorus                                                                     | Saint-Pol-de-Léon           | Finistère               | Bretagne                   | inscrit    | « PA29000099 », notice no PA29000099 | 48° 39′ 45″ nord, 4° 00′ 58″ ouest  |       |
| Tour du Bréchet                                                                        | Aramon                      | Gard                    | Occitanie                  | inscrit    | « PA30000121 », notice no PA30000121 | 43° 53′ 25″ nord, 4° 40′ 56″ est    |       |
| Chapelle Saint-Nazaire de Marissargues                                                 | Aubais                      | Gard                    | Occitanie                  | inscrit    | « PA30000122 », notice no PA30000122 | 43° 44′ 50″ nord, 4° 09′ 35″ est    |       |
| Grotte des Baumelles                                                                   | Blandas                     | Gard                    | Occitanie                  | classé     | « PA30000109 », notice no PA30000109 | 43° 54′ 53″ nord, 3° 31′ 35″ est    |       |
| Église de Manduel                                                                      | Manduel                     | Gard                    | Occitanie                  | inscrit    | « PA30000123 », notice no PA30000123 | 43° 49′ 08″ nord, 4° 28′ 24″ est    |       |
| Immeuble                                                                               | Nîmes                       | Gard                    | Occitanie                  | classé     | « PA30000058 », notice no PA30000058 | 43° 50′ 15″ nord, 4° 21′ 35″ est    |       |
| Ancienne église castrale Sainte-Agathe et vestiges du château                          | Sabran                      | Gard                    | Occitanie                  | inscrit    | « PA30000124 », notice no PA30000124 | 44° 09′ 06″ nord, 4° 32′ 51″ est    |       |
| Basilique Saint-Fris                                                                   | Bassoues                    | Gers                    | Occitanie                  | inscrit    | « PA32000039 », notice no PA32000039 | 43° 34′ 51″ nord, 0° 15′ 07″ est    |       |
| Hôtel de ville de Lectoure                                                             | Lectoure                    | Gers                    | Occitanie                  | inscrit    | « PA00094842 », notice no PA00094842 | 43° 56′ 01″ nord, 0° 37′ 25″ est    |       |
| Château des comtes d'Armagnac et ancien hôpital                                        | Lectoure                    | Gers                    | Occitanie                  | inscrit    | « PA32000040 », notice no PA32000040 | 43° 56′ 09″ nord, 0° 36′ 57″ est    |       |
| Château d'Esclignac                                                                    | Monfort                     | Gers                    | Occitanie                  | inscrit    | « PA00094867 », notice no PA00094867 | 43° 48′ 15″ nord, 0° 48′ 16″ est    |       |
| Église Saint-Antoine de Saint-Antoine                                                  | Saint-Antoine               | Gers                    | Occitanie                  | inscrit    | « PA00094908 », notice no PA00094908 | 44° 02′ 11″ nord, 0° 50′ 27″ est    |       |
| Grange cistercienne de Terride, ou Les Granges                                         | Saint-Georges               | Gers                    | Occitanie                  | inscrit    | « PA32000041 », notice no PA32000041 | 43° 44′ 33″ nord, 0° 55′ 47″ est    |       |
| Le Castet                                                                              | Sainte-Christie-d'Armagnac  | Gers                    | Occitanie                  | classé     | « PA32000033 », notice no PA32000033 | 43° 47′ 01″ nord, 0° 00′ 30″ ouest  |       |
| Église Sainte-Marie-de-la-Bastide                                                      | Bordeaux                    | Gironde                 | Nouvelle-Aquitaine         | inscrit    | « PA33000200 », notice no PA33000200 | 44° 50′ 35″ nord, 0° 33′ 24″ ouest  |       |
| Hôtel de Lalande                                                                       | Bordeaux                    | Gironde                 | Nouvelle-Aquitaine         | inscrit    | « PA33000203 », notice no PA33000203 | 44° 50′ 20″ nord, 0° 34′ 48″ ouest  |       |
| Église Saint-Louis-des-Chartrons                                                       | Bordeaux                    | Gironde                 | Nouvelle-Aquitaine         | inscrit    | « PA33000201 », notice no PA33000201 | 44° 51′ 06″ nord, 0° 34′ 20″ ouest  |       |
| Faculté de médecine et de pharmacie                                                    | Bordeaux                    | Gironde                 | Nouvelle-Aquitaine         | inscrit    | « PA33000202 », notice no PA33000202 | 44° 49′ 52″ nord, 0° 34′ 18″ ouest  |       |
| Presbytère de Pondaurat                                                                | Pondaurat                   | Gironde                 | Nouvelle-Aquitaine         | inscrit    | « PA00083890 », notice no PA00083890 | 44° 32′ 12″ nord, 0° 05′ 15″ ouest  |       |
| Château Laroque                                                                        | Saint-Christophe-des-Bardes | Gironde                 | Nouvelle-Aquitaine         | inscrit    | « PA33000204 », notice no PA33000204 | 44° 53′ 27″ nord, 0° 07′ 10″ ouest  |       |
| Maison de l'historien Lacour                                                           | Basse-Terre                 | Guadeloupe              | Guadeloupe                 | inscrit    | « PA97100064 », notice no PA97100064 | 15° 59′ 47″ nord, 61° 43′ 48″ ouest |       |
| Redoute d'Arbaud                                                                       | Trois-Rivières              | Guadeloupe              | Guadeloupe                 | inscrit    | « PA97100065 », notice no PA97100065 | 15° 58′ 01″ nord, 61° 39′ 50″ ouest |       |
| Habitation Loyseau                                                                     | Vieux-Habitants             | Guadeloupe              | Guadeloupe                 | inscrit    | « PA97100066 », notice no PA97100066 | 16° 03′ 22″ nord, 61° 45′ 21″ ouest |       |
| Presbytère                                                                             | Saint-Laurent-du-Maroni     | Guyane                  | Guyane                     | inscrit    | « PA97300017 », notice no PA97300017 | 5° 30′ 12″ nord, 54° 01′ 41″ ouest  |       |
| Maison du receveur des douanes                                                         | Saint-Laurent-du-Maroni     | Guyane                  | Guyane                     | inscrit    | « PA97300018 », notice no PA97300018 | 5° 30′ 22″ nord, 54° 01′ 41″ ouest  |       |
| Synagogue                                                                              | Thann                       | Haut-Rhin               | Grand Est                  | inscrit    | « PA68000066 », notice no PA68000066 | 47° 48′ 42″ nord, 7° 05′ 54″ est    |       |
| Boutique Mattei                                                                        | Bastia                      | Haute-Corse             | Corse                      | inscrit    | « PA2B000029 », notice no PA2B000029 | 42° 42′ 05″ nord, 9° 27′ 03″ est    |       |
| Église Notre-Dame-de-l'Annonciation                                                    | Muro                        | Haute-Corse             | Corse                      | inscrit    | « PA2B000032 », notice no PA2B000032 | 42° 32′ 48″ nord, 8° 54′ 53″ est    |       |
| Chapelle Saint-Jacques-le-Majeur                                                       | Muro                        | Haute-Corse             | Corse                      | inscrit    | « PA2B000031 », notice no PA2B000031 | 42° 33′ 14″ nord, 8° 54′ 45″ est    |       |
| Église Notre-Dame-de-l'Annonciation                                                    | Palasca                     | Haute-Corse             | Corse                      | inscrit    | « PA2B000033 », notice no PA2B000033 | 42° 35′ 20″ nord, 9° 02′ 35″ est    |       |
| Chapelle Sainte-Croix                                                                  | Poggio-d'Oletta             | Haute-Corse             | Corse                      | inscrit    | « PA2B000034 », notice no PA2B000034 | 42° 38′ 24″ nord, 9° 21′ 36″ est    |       |
| Chapelle Saint-Jean-Baptiste                                                           | Rogliano                    | Haute-Corse             | Corse                      | inscrit    | « PA2B000036 », notice no PA2B000036 | 42° 57′ 22″ nord, 9° 25′ 09″ est    |       |
| Site archéologique dit du Monte Revincu                                                | Santo-Pietro-di-Tenda       | Haute-Corse             | Corse                      | inscrit    | « PA2B000037 », notice no PA2B000037 | 42° 40′ 12″ nord, 9° 15′ 25″ est    |       |
| Maison Filippi-Luigi-Saladini                                                          | Ville-di-Paraso             | Haute-Corse             | Corse                      | inscrit    | « PA2B000038 », notice no PA2B000038 | 42° 33′ 58″ nord, 8° 59′ 21″ est    |       |
| Monument à la gloire de la Résistance                                                  | Toulouse                    | Haute-Garonne           | Occitanie                  | inscrit    | « PA31000096 », notice no PA31000096 | 43° 35′ 30″ nord, 1° 27′ 11″ est    |       |
| Belvédère                                                                              | Toulouse                    | Haute-Garonne           | Occitanie                  | inscrit    | « PA00094495 », notice no PA00094495 | 43° 33′ 05″ nord, 1° 27′ 49″ est    |       |
| Hôtel de ville                                                                         | Craponne-sur-Arzon          | Haute-Loire             | Auvergne-Rhône-Alpes       | inscrit    | « PA43000060 », notice no PA43000060 | 45° 19′ 48″ nord, 3° 50′ 43″ est    |       |
| Abbaye de Longuay                                                                      | Aubepierre-sur-Aube         | Haute-Marne             | Grand Est                  | inscrit    | « PA52000038 », notice no PA52000038 | 47° 55′ 14″ nord, 4° 54′ 37″ est    |       |
| Église Saint-Simon et Saint-Jude                                                       | Planrupt                    | Haute-Marne             | Grand Est                  | inscrit    | « PA52000039 », notice no PA52000039 | 48° 30′ 31″ nord, 4° 47′ 11″ est    |       |
| Église saint Valentin de Lavoncourt                                                    | Lavoncourt                  | Haute-Saône             | Bourgogne-Franche-Comté    | inscrit    | « PA70000116 », notice no PA70000116 | 47° 37′ 37″ nord, 5° 47′ 08″ est    |       |
| Statue de Berthollet                                                                   | Annecy                      | Haute-Savoie            | Auvergne-Rhône-Alpes       | inscrit    | « PA74000030 », notice no PA74000030 | 45° 53′ 57″ nord, 6° 07′ 56″ est    |       |
| Jardin botanique alpin La Jaÿsinia                                                     | Samoëns                     | Haute-Savoie            | Auvergne-Rhône-Alpes       | inscrit    | « PA74000031 », notice no PA74000031 | 46° 05′ 02″ nord, 6° 43′ 32″ est    |       |
| Château de Lavergne                                                                    | Saint-Priest-Ligoure        | Haute-Vienne            | Nouvelle-Aquitaine         | inscrit    | « PA00100486 », notice no PA00100486 | 45° 38′ 52″ nord, 1° 17′ 29″ est    |       |
| Villa de La Solitude, temple et ferme                                                  | Villefavard                 | Haute-Vienne            | Nouvelle-Aquitaine         | inscrit    | « PA87000047 », notice no PA87000047 | 46° 09′ 56″ nord, 1° 12′ 44″ est    |       |
| Atelier Edmond Lay                                                                     | Barbazan-Debat              | Hautes-Pyrénées         | Occitanie                  | inscrit    | « PA65000021 », notice no PA65000021 | 43° 11′ 33″ nord, 0° 07′ 57″ est    |       |
| Maison Edmond Lay                                                                      | Barbazan-Debat              | Hautes-Pyrénées         | Occitanie                  | inscrit    | « PA65000020 », notice no PA65000020 | 43° 11′ 19″ nord, 0° 07′ 54″ est    |       |
| Maison Donnadille                                                                      | Bédarieux                   | Hérault                 | Occitanie                  | inscrit    | « PA34000113 », notice no PA34000113 | 43° 36′ 56″ nord, 3° 09′ 18″ est    |       |
| Ancienne fontaine d’huile de pétrole, dite Font de l'Oli                               | Gabian                      | Hérault                 | Occitanie                  | inscrit    | « PA34000114 », notice no PA34000114 | 43° 30′ 26″ nord, 3° 16′ 35″ est    |       |
| Maison dite Studium d'Urbain V ou Abescat                                              | Gigean                      | Hérault                 | Occitanie                  | inscrit    | « PA34000115 », notice no PA34000115 | 43° 30′ 04″ nord, 3° 42′ 41″ est    |       |
| Église Saint-Mathieu                                                                   | Montpellier                 | Hérault                 | Occitanie                  | inscrit    | « PA34000116 », notice no PA34000116 | 43° 36′ 45″ nord, 3° 52′ 40″ est    |       |
| Église Sainte-Eulalie                                                                  | Montpellier                 | Hérault                 | Occitanie                  | inscrit    | « PA00103538 », notice no PA00103538 | 43° 36′ 34″ nord, 3° 52′ 14″ est    |       |
| Église Saint-Jean-Baptiste                                                             | Murles                      | Hérault                 | Occitanie                  | inscrit    | « PA34000117 », notice no PA34000117 |                                     |       |
| Église Saint-Martin                                                                    | Janzé                       | Ille-et-Vilaine         | Bretagne                   | inscrit    | « PA35000075 », notice no PA35000075 | 47° 57′ 41″ nord, 1° 29′ 48″ ouest  |       |
| Château du Brossay y compris l'ensemble mégalithique                                   | Renac                       | Ille-et-Vilaine         | Bretagne                   | inscrit    | « PA35000036 », notice no PA35000036 | 47° 43′ 11″ nord, 1° 57′ 51″ ouest  |       |
| Château du Brossay y compris l'ensemble mégalithique                                   | Renac                       | Ille-et-Vilaine         | Bretagne                   | inscrit    | « PA35000037 », notice no PA35000037 | 47° 43′ 11″ nord, 1° 57′ 51″ ouest  |       |
| Piscine Saint-Georges                                                                  | Rennes                      | Ille-et-Vilaine         | Bretagne                   | classé     | « PA35000077 », notice no PA35000077 | 48° 06′ 44″ nord, 1° 40′ 28″ ouest  |       |
| Église de la Sainte-Trinité                                                            | Tinténiac                   | Ille-et-Vilaine         | Bretagne                   | inscrit    | « PA35000076 », notice no PA35000076 | 48° 19′ 43″ nord, 1° 50′ 00″ ouest  |       |
| Château du Châtelier                                                                   | Pommiers                    | Indre                   | Centre-Val de Loire        | inscrit    | « PA00097430 », notice no PA00097430 | 46° 31′ 37″ nord, 1° 38′ 35″ est    |       |
| Château de Valençay                                                                    | Valençay                    | Indre                   | Centre-Val de Loire        | classé     | « PA00097475 », notice no PA00097475 | 47° 09′ 27″ nord, 1° 33′ 48″ est    |       |
| Hôtel Bodard de la Jacopière                                                           | Chinon                      | Indre-et-Loire          | Centre-Val de Loire        | inscrit    | « PA00097688 », notice no PA00097688 | 47° 10′ 02″ nord, 0° 14′ 05″ est    |       |
| Église Saint-Georges-sur-Loire de Rochecorbon                                          | Rochecorbon                 | Indre-et-Loire          | Centre-Val de Loire        | classé     | « PA00098045 », notice no PA00098045 | 47° 24′ 52″ nord, 0° 45′ 22″ est    |       |
| Ancienne grande fabrique                                                               | Renage                      | Isère                   | Auvergne-Rhône-Alpes       | inscrit    | « PA38000037 », notice no PA38000037 | 45° 19′ 57″ nord, 5° 29′ 29″ est    |       |
| Église et ancienne motte castrale                                                      | Saint-Julien-d'Armagnac     | Landes                  | Nouvelle-Aquitaine         | inscrit    | « PA40000094 », notice no PA40000094 | 44° 58′ 58″ nord, 0° 07′ 45″ ouest  |       |
| Balancier hydraulique                                                                  | Châteauvieux                | Loir-et-Cher            | Centre-Val de Loire        | inscrit    | « PA41000071 », notice no PA41000071 | 47° 13′ 58″ nord, 1° 22′ 52″ est    |       |
| Domaine de la Fosse                                                                    | Fontaine-les-Coteaux        | Loir-et-Cher            | Centre-Val de Loire        | inscrit    | « PA00098442 », notice no PA00098442 | 47° 46′ 40″ nord, 0° 50′ 48″ est    |       |
| Prieuré Saint-Gilles                                                                   | Montoire-sur-le-Loir        | Loir-et-Cher            | Centre-Val de Loire        | inscrit    | « PA00098505 », notice no PA00098505 | 47° 45′ 06″ nord, 0° 51′ 30″ est    |       |
| Hôtel Girard de Vaugirard                                                              | Montbrison                  | Loire                   | Auvergne-Rhône-Alpes       | inscrit    | « PA42000046 », notice no PA42000046 | 45° 36′ 33″ nord, 4° 03′ 53″ est    |       |
| Hôtel Dugas de la Boissony                                                             | Saint-Chamond               | Loire                   | Auvergne-Rhône-Alpes       | inscrit    | « PA42000047 », notice no PA42000047 | 45° 28′ 39″ nord, 4° 30′ 51″ est    |       |
| Monument Jacquard                                                                      | Saint-Étienne               | Loire                   | Auvergne-Rhône-Alpes       | inscrit    | « PA42000048 », notice no PA42000048 | 45° 26′ 30″ nord, 4° 22′ 55″ est    |       |
| Chartreuse de Sainte-Croix-en-Jarez                                                    | Sainte-Croix-en-Jarez       | Loire                   | Auvergne-Rhône-Alpes       | inscrit    | « PA00117593 », notice no PA00117593 | 45° 17′ 06″ nord, 4° 23′ 07″ est    |       |
| Carrière des Fusillés                                                                  | Châteaubriant               | Loire-Atlantique        | Pays de la Loire           | inscrit    | « PA44000059 », notice no PA44000059 | 47° 43′ 27″ nord, 1° 20′ 52″ ouest  |       |
| Chapelle de Prigny                                                                     | Les Moutiers-en-Retz        | Loire-Atlantique        | Pays de la Loire           | inscrit    | « PA00108648 », notice no PA00108648 | 47° 03′ 58″ nord, 1° 58′ 51″ ouest  |       |
| Piscine de Saint-Mars-la-Jaille                                                        | Vallons-de-l'Erdre          | Loire-Atlantique        | Pays de la Loire           | inscrit    | « PA44000060 », notice no PA44000060 | 47° 31′ 20″ nord, 1° 11′ 05″ ouest  |       |
| Château de Chamerolles                                                                 | Chilleurs-aux-Bois          | Loiret                  | Centre-Val de Loire        | inscrit    | « PA00098753 », notice no PA00098753 | 48° 03′ 37″ nord, 2° 09′ 51″ est    |       |
| Service inter-régional de traitement de l'information                                  | Orléans                     | Loiret                  | Centre-Val de Loire        | classé     | « PA45000046 », notice no PA45000046 | 47° 49′ 56″ nord, 1° 56′ 17″ est    |       |
| Lycée Gambetta                                                                         | Cahors                      | Lot                     | Occitanie                  | inscrit    | « PA00095008 », notice no PA00095008 | 44° 26′ 45″ nord, 1° 26′ 23″ est    |       |
| Château de Labastide-Marnhac                                                           | Labastide-Marnhac           | Lot                     | Occitanie                  | inscrit    | « PA46000069 », notice no PA46000069 | 44° 23′ 16″ nord, 1° 24′ 10″ est    |       |
| Château du Sendat                                                                      | Réunion (La)                | Lot-et-Garonne          | Nouvelle-Aquitaine         | inscrit    | « PA47000017 », notice no PA47000017 | 44° 17′ 21″ nord, 0° 07′ 48″ est    |       |
| Château de Rogé                                                                        | Villeneuve-sur-Lot          | Lot-et-Garonne          | Nouvelle-Aquitaine         | inscrit    | « PA47000099 », notice no PA47000099 | 44° 23′ 58″ nord, 0° 45′ 54″ est    |       |
| Château de Saint-Jean-des-Mauvrets                                                     | Les Garennes sur Loire      | Maine-et-Loire          | Pays de la Loire           | inscrit    | « PA49000096 », notice no PA49000096 | 47° 23′ 57″ nord, 0° 26′ 52″ ouest  |       |
| Manoir de Lerre                                                                        | Le Grippon                  | Manche                  | Normandie                  | inscrit    | « PA50000086 », notice no PA50000086 | 48° 46′ 00″ nord, 1° 24′ 08″ ouest  |       |
| Manoir de Quettreville (manoir de Surcouf)                                             | Quettreville-sur-Sienne     | Manche                  | Normandie                  | inscrit    | « PA50000087 », notice no PA50000087 | 48° 58′ 54″ nord, 1° 28′ 43″ ouest  |       |
| Habitation sucrerie des Anses-d'Arlet                                                  | Les Anses-d'Arlet           | Martinique              | Martinique                 | inscrit    | « PA97200042 », notice no PA97200042 | 14° 29′ 34″ nord, 61° 04′ 35″ ouest |       |
| Château du Fouilloux (XVIIIe siècle)                                                   | Saint-Germain-le-Fouilloux  | Mayenne                 | Pays de la Loire           | inscrit    | « PA53000036 », notice no PA53000036 | 48° 08′ 44″ nord, 0° 46′ 53″ ouest  |       |
| Ancienne usine sucrière de Dembeni                                                     | Dembeni                     | Mayotte                 | Mayotte                    | inscrit    | « PA97600005 », notice no PA97600005 | 12° 51′ 46″ sud, 45° 11′ 50″ est    |       |
| Caserne de Petite Terre                                                                | Dzaoudzi                    | Mayotte                 | Mayotte                    | inscrit    | « PA97600004 », notice no PA97600004 | 12° 46′ 56″ sud, 45° 15′ 24″ est    |       |
| Ancienne sucrerie de Soulou                                                            | M'Tsangamouji               | Mayotte                 | Mayotte                    | inscrit    | « PA97600003 », notice no PA97600003 | 12° 45′ 53″ sud, 45° 06′ 18″ est    |       |
| Église Saint-Martin de Flin                                                            | Flin                        | Meurthe-et-Moselle      | Grand Est                  | inscrit    | « PA54000086 », notice no PA54000086 | 48° 29′ 52″ nord, 6° 39′ 15″ est    |       |
| Ancien institut de zoologie                                                            | Nancy                       | Meurthe-et-Moselle      | Grand Est                  | classé     | « PA54000088 », notice no PA54000088 | 48° 41′ 41″ nord, 6° 11′ 18″ est    |       |
| Domaine du château de Châtillon                                                        | Val-et-Châtillon            | Meurthe-et-Moselle      | Grand Est                  | inscrit    | « PA54000087 », notice no PA54000087 | 48° 34′ 17″ nord, 6° 59′ 29″ est    |       |
| Petit théâtre                                                                          | Auray                       | Morbihan                | Bretagne                   | inscrit    | « PA56000076 », notice no PA56000076 | 47° 40′ 00″ nord, 2° 59′ 03″ ouest  |       |
| Église Saint-Pierre-et-Saint-Paul                                                      | Bignan                      | Morbihan                | Bretagne                   | inscrit    | « PA56000077 », notice no PA56000077 | 47° 52′ 47″ nord, 2° 46′ 22″ ouest  |       |
| Hôtel des Princes                                                                      | Guémené-sur-Scorff          | Morbihan                | Bretagne                   | inscrit    | « PA56000078 », notice no PA56000078 | 48° 04′ 04″ nord, 3° 12′ 24″ ouest  |       |
| Château                                                                                | Guémené-sur-Scorff          | Morbihan                | Bretagne                   | inscrit    | « PA00091239 », notice no PA00091239 | 48° 04′ 02″ nord, 3° 12′ 28″ ouest  |       |
| Cité provisoire de Soye                                                                | Ploemeur                    | Morbihan                | Bretagne                   | inscrit    | « PA56000079 », notice no PA56000079 | 47° 44′ 31″ nord, 3° 24′ 37″ ouest  |       |
| Mémorial des Bretons morts pour la France pendant la Première Guerre mondiale          | Sainte-Anne-d'Auray         | Morbihan                | Bretagne                   | inscrit    | « PA56000080 », notice no PA56000080 | 47° 42′ 21″ nord, 2° 57′ 16″ ouest  |       |
| Hôtel Mynier                                                                           | Vannes                      | Morbihan                | Bretagne                   | inscrit    | « PA00091783 », notice no PA00091783 | 47° 39′ 20″ nord, 2° 45′ 27″ ouest  |       |
| Nécropole mérovingienne d'Audun-le-Tiche                                               | Audun-le-Tiche              | Moselle                 | Grand Est                  | inscrit    | « PA57000038 », notice no PA57000038 | 49° 28′ 03″ nord, 5° 57′ 00″ est    |       |
| Monument aux morts de la Nièvre                                                        | Nevers                      | Nièvre                  | Bourgogne-Franche-Comté    | inscrit    | « PA58000045 », notice no PA58000045 | 46° 59′ 21″ nord, 3° 09′ 24″ est    |       |
| Monument aux morts                                                                     | Pougues-les-Eaux            | Nièvre                  | Bourgogne-Franche-Comté    | inscrit    | « PA58000046 », notice no PA58000046 | 47° 04′ 22″ nord, 3° 06′ 03″ est    |       |
| Château d'eau de Saint-Parize-le-Châtel                                                | Saint-Parize-le-Châtel      | Nièvre                  | Bourgogne-Franche-Comté    | inscrit    | « PA58000047 », notice no PA58000047 | 46° 51′ 24″ nord, 3° 10′ 15″ est    |       |
| Bastion des Forges                                                                     | Bouchain                    | Nord                    | Hauts-de-France            | inscrit    | « PA59000194 », notice no PA59000194 | 50° 17′ 03″ nord, 3° 19′ 12″ est    |       |
| Château de Villers-Campeau                                                             | Bruille-lez-Marchiennes     | Nord                    | Hauts-de-France            | inscrit    | « PA59000198 », notice no PA59000198 | 50° 21′ 36″ nord, 3° 15′ 32″ est    |       |
| Villa Les Disques                                                                      | Dunkerque                   | Nord                    | Hauts-de-France            | inscrit    | « PA59000195 », notice no PA59000195 | 51° 02′ 14″ nord, 2° 23′ 32″ est    |       |
| Chambre de Commerce et d'Industrie                                                     | Lille                       | Nord                    | Hauts-de-France            | classé     | « PA59000191 », notice no PA59000191 | 50° 38′ 16″ nord, 3° 03′ 52″ est    |       |
| Château de La Tour                                                                     | Noordpeene                  | Nord                    | Hauts-de-France            | inscrit    | « PA59000196 », notice no PA59000196 | 50° 48′ 16″ nord, 2° 23′ 46″ est    |       |
| Ancien château comtal                                                                  | Le Quesnoy                  | Nord                    | Hauts-de-France            | inscrit    | « PA59000197 », notice no PA59000197 | 50° 14′ 44″ nord, 3° 38′ 11″ est    |       |
| Église Saint-Pierre de Béthisy-Saint-Pierre                                            | Béthisy-Saint-Pierre        | Oise                    | Hauts-de-France            | inscrit    | « PA00114529 », notice no PA00114529 | 49° 18′ 11″ nord, 2° 48′ 40″ est    |       |
| Église Sainte-Jeanne-d'Arc de Margny-lès-Compiègne                                     | Margny-lès-Compiègne        | Oise                    | Hauts-de-France            | inscrit    | « PA60000095 », notice no PA60000095 | 49° 25′ 28″ nord, 2° 49′ 06″ est    |       |
| Domaine de Valgenceuse                                                                 | Senlis                      | Oise                    | Hauts-de-France            | inscrit    | « PA00114886 », notice no PA00114886 | 49° 11′ 59″ nord, 2° 36′ 02″ est    |       |
| Nécropole nationale française et cimetière militaire allemand de Thiescourt            | Thiescourt                  | Oise                    | Hauts-de-France            | inscrit    | « PA60000094 », notice no PA60000094 | 49° 34′ 07″ nord, 2° 53′ 08″ est    |       |
| Manoir de Cléray                                                                       | Belfonds                    | Orne                    | Normandie                  | inscrit    | « PA00110739 », notice no PA00110739 | 48° 37′ 10″ nord, 0° 05′ 37″ est    |       |
| Édicule Guimard de la station Colonel Fabien                                           | 10e arrondissement de Paris | Paris                   | Île-de-France              | inscrit    | « PA00086509 », notice no PA00086509 | 48° 52′ 39″ nord, 2° 22′ 15″ est    |       |
| Édicule Guimard de la station Gare du Nord                                             | 10e arrondissement de Paris | Paris                   | Île-de-France              | inscrit    | « PA00086510 », notice no PA00086510 | 48° 52′ 43″ nord, 2° 21′ 15″ est    |       |
| Église Saint-Laurent                                                                   | 10e arrondissement de Paris | Paris                   | Île-de-France              | classé     | « PA00086488 », notice no PA00086488 | 48° 52′ 29″ nord, 2° 21′ 30″ est    |       |
| Édicule Guimard de la station Louis Blanc                                              | 10e arrondissement de Paris | Paris                   | Île-de-France              | inscrit    | « PA00086511 », notice no PA00086511 | 48° 52′ 53″ nord, 2° 21′ 55″ est    |       |
| Édicule Guimard de la station Château d'Eau                                            | 10e arrondissement de Paris | Paris                   | Île-de-France              | inscrit    | « PA00086508 », notice no PA00086508 | 48° 52′ 39″ nord, 2° 22′ 15″ est    |       |
| Édicule Guimard de la station République                                               | 10e arrondissement de Paris | Paris                   | Île-de-France              | inscrit    | « PA00086550 », notice no PA00086550 | 48° 52′ 06″ nord, 2° 21′ 47″ est    |       |
| Édicule Guimard de la station Couronnes                                                | 11e arrondissement de Paris | Paris                   | Île-de-France              | inscrit    | « PA00086546 », notice no PA00086546 | 48° 52′ 09″ nord, 2° 22′ 49″ est    |       |
| Édicule Guimard de la station Rue Saint-Maur                                           | 11e arrondissement de Paris | Paris                   | Île-de-France              | inscrit    | « PA00086552 », notice no PA00086552 | 48° 51′ 52″ nord, 2° 22′ 43″ est    |       |
| Édicule Guimard de la station Bréguet - Sabin                                          | 11e arrondissement de Paris | Paris                   | Île-de-France              | inscrit    | « PA00086545 », notice no PA00086545 | 48° 51′ 24″ nord, 2° 22′ 14″ est    |       |
| Édicules Guimard de la station Père Lachaise                                           | 11e arrondissement de Paris | Paris                   | Île-de-France              | inscrit    | « PA00086549 », notice no PA00086549 | 48° 51′ 46″ nord, 2° 23′ 15″ est    |       |
| Édicule Guimard de la station Parmentier                                               | 11e arrondissement de Paris | Paris                   | Île-de-France              | inscrit    | « PA00086548 », notice no PA00086548 | 48° 51′ 56″ nord, 2° 22′ 28″ est    |       |
| Édicule Guimard de la station Ménilmontant                                             | 11e arrondissement de Paris | Paris                   | Île-de-France              | inscrit    | « PA00086547 », notice no PA00086547 | 48° 52′ 00″ nord, 2° 23′ 00″ est    |       |
| Édicule Guimard de la station Richard-Lenoir                                           | 11e arrondissement de Paris | Paris                   | Île-de-France              | inscrit    | « PA00086551 », notice no PA00086551 | 48° 51′ 52″ nord, 2° 22′ 43″ est    |       |
| Édicule Guimard de la station de métro Daumesnil                                       | 12e arrondissement de Paris | Paris                   | Île-de-France              | inscrit    | « PA00086577 », notice no PA00086577 | 48° 50′ 23″ nord, 2° 23′ 45″ est    |       |
| Édicule Guimard de la station de métro Picpus                                          | 12e arrondissement de Paris | Paris                   | Île-de-France              | inscrit    | « PA00086581 », notice no PA00086581 | 48° 50′ 43″ nord, 2° 24′ 02″ est    |       |
| Édicule Guimard de la station de métro Gare de Lyon                                    | 12e arrondissement de Paris | Paris                   | Île-de-France              | inscrit    | « PA00086578 », notice no PA00086578 | 48° 50′ 44″ nord, 2° 22′ 22″ est    |       |
| Église du Saint-Esprit                                                                 | 12e arrondissement de Paris | Paris                   | Île-de-France              | classé     | « PA00086569 », notice no PA00086569 | 48° 50′ 17″ nord, 2° 23′ 51″ est    |       |
| Édicule Guimard de la station de métro Nation                                          | 12e arrondissement de Paris | Paris                   | Île-de-France              | inscrit    | « PA00086580 », notice no PA00086580 | 48° 50′ 52″ nord, 2° 23′ 43″ est    |       |
| Édicule Guimard de la station de métro Bastille                                        | 12e arrondissement de Paris | Paris                   | Île-de-France              | inscrit    | « PA00086576 », notice no PA00086576 | 48° 51′ 11″ nord, 2° 22′ 09″ est    |       |
| Édicule Guimard de la station de métro Saint-Marcel                                    | 13e arrondissement de Paris | Paris                   | Île-de-France              | inscrit    | « PA00086601 », notice no PA00086601 | 48° 50′ 18″ nord, 2° 21′ 39″ est    |       |
| Édicule Guimard de la station de métro Place d'Italie                                  | 13e arrondissement de Paris | Paris                   | Île-de-France              | inscrit    | « PA00086600 », notice no PA00086600 | 48° 49′ 51″ nord, 2° 21′ 19″ est    |       |
| Édicule Guimard de la station de métro Campo-Formio                                    | 13e arrondissement de Paris | Paris                   | Île-de-France              | inscrit    | « PA00086599 », notice no PA00086599 | 48° 50′ 08″ nord, 2° 21′ 30″ est    |       |
| Église Notre-Dame-du-Travail                                                           | 14e arrondissement de Paris | Paris                   | Île-de-France              | classé     | « PA00086614 », notice no PA00086614 | 48° 50′ 10″ nord, 2° 19′ 01″ est    |       |
| Édicule Guimard de la station Mouton-Duvernet                                          | 14e arrondissement de Paris | Paris                   | Île-de-France              | inscrit    | « PA00086631 », notice no PA00086631 | 48° 49′ 52″ nord, 2° 19′ 47″ est    |       |
| Édicule Guimard de la station Denfert-Rochereau                                        | 14e arrondissement de Paris | Paris                   | Île-de-France              | inscrit    | « PA00086630 », notice no PA00086630 | 48° 50′ 03″ nord, 2° 19′ 55″ est    |       |
| Immeuble                                                                               | 14e arrondissement de Paris | Paris                   | Île-de-France              | inscrit    | « PA75140017 », notice no PA75140017 | 48° 49′ 38″ nord, 2° 20′ 00″ est    |       |
| Édicule Guimard de la station Raspail                                                  | 14e arrondissement de Paris | Paris                   | Île-de-France              | inscrit    | « PA00086632 », notice no PA00086632 | 48° 50′ 20″ nord, 2° 19′ 50″ est    |       |
| Édicule Guimard de la station Pasteur                                                  | 15e arrondissement de Paris | Paris                   | Île-de-France              | inscrit    | « PA00086657 », notice no PA00086657 | 48° 50′ 34″ nord, 2° 18′ 46″ est    |       |
| Hôtel Mezzara                                                                          | 16e arrondissement de Paris | Paris                   | Île-de-France              | classé     | « PA00086674 », notice no PA00086674 | 48° 51′ 02″ nord, 2° 16′ 15″ est    |       |
| Édicule Guimard de la station Porte Dauphine                                           | 16e arrondissement de Paris | Paris                   | Île-de-France              | inscrit    | « PA00086697 », notice no PA00086697 | 48° 52′ 20″ nord, 2° 16′ 37″ est    |       |
| Édicule Guimard de la station Église-d'Auteuil                                         | 16e arrondissement de Paris | Paris                   | Île-de-France              | inscrit    | « PA00086698 », notice no PA00086698 | 48° 50′ 51″ nord, 2° 16′ 07″ est    |       |
| Édicule Guimard de la station Chardon-Lagache                                          | 16e arrondissement de Paris | Paris                   | Île-de-France              | inscrit    | « PA00086696 », notice no PA00086696 | 48° 50′ 42″ nord, 2° 15′ 59″ est    |       |
| Édicule Guimard de la station Porte d'Auteuil                                          | 16e arrondissement de Paris | Paris                   | Île-de-France              | inscrit    | « PA00086701 », notice no PA00086701 | 48° 50′ 53″ nord, 2° 15′ 36″ est    |       |
| Atelier du sculpteur Quillivic                                                         | 16e arrondissement de Paris | Paris                   | Île-de-France              | inscrit    | « PA75160009 », notice no PA75160009 | 48° 51′ 01″ nord, 2° 15′ 43″ est    |       |
| Place de la Porte-de-Saint-Cloud                                                       | 16e arrondissement de Paris | Paris                   | Île-de-France              | inscrit    | « PA75160008 », notice no PA75160008 | 48° 50′ 16″ nord, 2° 15′ 25″ est    |       |
| Édicule Guimard de la station Kléber                                                   | 16e arrondissement de Paris | Paris                   | Île-de-France              | inscrit    | « PA00086699 », notice no PA00086699 | 48° 52′ 18″ nord, 2° 17′ 37″ est    |       |
| Édicule Guimard de la station Victor-Hugo                                              | 16e arrondissement de Paris | Paris                   | Île-de-France              | inscrit    | « PA00086702 », notice no PA00086702 | 48° 52′ 12″ nord, 2° 17′ 08″ est    |       |
| Édicule Guimard de la station Mirabeau                                                 | 16e arrondissement de Paris | Paris                   | Île-de-France              | inscrit    | « PA00086700 », notice no PA00086700 | 48° 50′ 51″ nord, 2° 16′ 24″ est    |       |
| Église Saint-Pierre-de-Chaillot                                                        | 16e arrondissement de Paris | Paris                   | Île-de-France              | inscrit    | « PA75160007 », notice no PA75160007 | 48° 52′ 04″ nord, 2° 17′ 54″ est    |       |
| Édicule Guimard de la station Boissière                                                | 16e arrondissement de Paris | Paris                   | Île-de-France              | inscrit    | « PA00086695 », notice no PA00086695 | 48° 52′ 01″ nord, 2° 17′ 25″ est    |       |
| Église Saint-Michel des Batignolles                                                    | 17e arrondissement de Paris | Paris                   | Île-de-France              | inscrit    | « PA75170007 », notice no PA75170007 | 48° 53′ 20″ nord, 2° 19′ 28″ est    |       |
| Édicule Guimard de la station Rome                                                     | 17e arrondissement de Paris | Paris                   | Île-de-France              | inscrit    | « PA00086725 », notice no PA00086725 | 48° 52′ 57″ nord, 2° 19′ 19″ est    |       |
| Édicule Guimard de la station Wagram                                                   | 17e arrondissement de Paris | Paris                   | Île-de-France              | inscrit    | « PA00086728 », notice no PA00086728 | 48° 53′ 03″ nord, 2° 18′ 13″ est    |       |
| Édicule Guimard de la station Monceau                                                  | 17e arrondissement de Paris | Paris                   | Île-de-France              | inscrit    | « PA00086724 », notice no PA00086724 | 48° 52′ 49″ nord, 2° 18′ 37″ est    |       |
| Édicule Guimard de la station Ternes                                                   | 17e arrondissement de Paris | Paris                   | Île-de-France              | inscrit    | « PA00086726 », notice no PA00086726 | 48° 52′ 41″ nord, 2° 17′ 55″ est    |       |
| Édicule Guimard de la station Villiers                                                 | 17e arrondissement de Paris | Paris                   | Île-de-France              | inscrit    | « PA00086727 », notice no PA00086727 | 48° 52′ 52″ nord, 2° 18′ 54″ est    |       |
| Édicule Guimard de la station Anvers                                                   | 18e arrondissement de Paris | Paris                   | Île-de-France              | inscrit    | « PA00086749 », notice no PA00086749 | 48° 52′ 58″ nord, 2° 20′ 38″ est    |       |
| Édicule Guimard de la station Barbès - Rochechouart (transféré à la station "Bolivar") | 18e arrondissement de Paris | Paris                   | Île-de-France              | inscrit    | « PA00086750 », notice no PA00086750 | 48° 53′ 02″ nord, 2° 20′ 58″ est    |       |
| Édicule Guimard de la station Abbesses                                                 | 18e arrondissement de Paris | Paris                   | Île-de-France              | inscrit    | « PA00086748 », notice no PA00086748 | 48° 53′ 04″ nord, 2° 20′ 20″ est    |       |
| Édicule Guimard de la station Blanche                                                  | 18e arrondissement de Paris | Paris                   | Île-de-France              | inscrit    | « PA00086751 », notice no PA00086751 | 48° 53′ 01″ nord, 2° 19′ 58″ est    |       |
| Édicule Guimard de la station Place de Clichy                                          | 18e arrondissement de Paris | Paris                   | Île-de-France              | inscrit    | « PA00086753 », notice no PA00086753 | 48° 53′ 01″ nord, 2° 19′ 40″ est    |       |
| Édicule Guimard de la station Pigalle                                                  | 18e arrondissement de Paris | Paris                   | Île-de-France              | inscrit    | « PA00086752 », notice no PA00086752 | 48° 52′ 56″ nord, 2° 20′ 17″ est    |       |
| Édicule Guimard de la station Jaurès                                                   | 19e arrondissement de Paris | Paris                   | Île-de-France              | inscrit    | « PA00086770 », notice no PA00086770 | 48° 52′ 57″ nord, 2° 22′ 13″ est    |       |
| Édicule Guimard de la station Pré-Saint-Gervais                                        | 19e arrondissement de Paris | Paris                   | Île-de-France              | inscrit    | « PA00086771 », notice no PA00086771 | 48° 52′ 48″ nord, 2° 23′ 56″ est    |       |
| Édicule Guimard de la station Crimée                                                   | 19e arrondissement de Paris | Paris                   | Île-de-France              | inscrit    | « PA00086769 », notice no PA00086769 | 48° 53′ 29″ nord, 2° 22′ 39″ est    |       |
| Édicule Guimard de la station Botzaris                                                 | 19e arrondissement de Paris | Paris                   | Île-de-France              | inscrit    | « PA00086768 », notice no PA00086768 | 48° 52′ 47″ nord, 2° 23′ 21″ est    |       |
| Édicule Guimard de la station Châtelet                                                 | 1er arrondissement de Paris | Paris                   | Île-de-France              | inscrit    | « PA00085986 », notice no PA00085986 | 48° 51′ 33″ nord, 2° 20′ 46″ est    |       |
| Édicule Guimard de la station Palais-Royal                                             | 1er arrondissement de Paris | Paris                   | Île-de-France              | inscrit    | « PA00085989 », notice no PA00085989 | 48° 51′ 45″ nord, 2° 20′ 12″ est    |       |
| Édicule Guimard de la station Étienne-Marcel                                           | 1er arrondissement de Paris | Paris                   | Île-de-France              | inscrit    | « PA00085987 », notice no PA00085987 | 48° 51′ 49″ nord, 2° 20′ 56″ est    |       |
| Édicule Guimard de la station Louvre-Rivoli                                            | 1er arrondissement de Paris | Paris                   | Île-de-France              | inscrit    | « PA00085988 », notice no PA00085988 | 48° 51′ 38″ nord, 2° 20′ 27″ est    |       |
| Édicule Guimard de la station Tuileries                                                | 1er arrondissement de Paris | Paris                   | Île-de-France              | inscrit    | « PA00085990 », notice no PA00085990 | 48° 51′ 51″ nord, 2° 19′ 49″ est    |       |
| Édicule Guimard de la station Philippe Auguste                                         | 20e arrondissement de Paris | Paris                   | Île-de-France              | inscrit    | « PA00086787 », notice no PA00086787 | 48° 51′ 29″ nord, 2° 23′ 27″ est    |       |
| Édicule Guimard de la station Gambetta                                                 | 20e arrondissement de Paris | Paris                   | Île-de-France              | inscrit    | « PA00086786 », notice no PA00086786 | 48° 51′ 54″ nord, 2° 23′ 54″ est    |       |
| Édicule Guimard de la station Avron                                                    | 20e arrondissement de Paris | Paris                   | Île-de-France              | inscrit    | « PA00086785 », notice no PA00086785 | 48° 51′ 07″ nord, 2° 23′ 52″ est    |       |
| Édicule Guimard de la station Alexandre Dumas                                          | 20e arrondissement de Paris | Paris                   | Île-de-France              | inscrit    | « PA00086784 », notice no PA00086784 | 48° 51′ 21″ nord, 2° 23′ 41″ est    |       |
| Édicule Guimard de la station de métro Sentier                                         | 2e arrondissement de Paris  | Paris                   | Île-de-France              | inscrit    | « PA00086087 », notice no PA00086087 | 48° 52′ 00″ nord, 2° 21′ 02″ est    |       |
| Édicule Guimard de la station de métro Quatre-Septembre                                | 2e arrondissement de Paris  | Paris                   | Île-de-France              | inscrit    | « PA00086085 », notice no PA00086085 | 48° 52′ 10″ nord, 2° 20′ 12″ est    |       |
| Édicule Guimard de la station de métro Réaumur - Sébastopol                            | 2e arrondissement de Paris  | Paris                   | Île-de-France              | inscrit    | « PA00086086 », notice no PA00086086 | 48° 51′ 57″ nord, 2° 21′ 06″ est    |       |
| Édicule Guimard de la station de métro Temple                                          | 3e arrondissement de Paris  | Paris                   | Île-de-France              | inscrit    | « PA00086229 », notice no PA00086229 | 48° 52′ 00″ nord, 2° 21′ 42″ est    |       |
| Édicule Guimard de la station Cité                                                     | 4e arrondissement de Paris  | Paris                   | Île-de-France              | inscrit    | « PA00086471 », notice no PA00086471 | 48° 51′ 19″ nord, 2° 20′ 50″ est    |       |
| Édicule Guimard de la station de métro Saint-Michel                                    | 5e arrondissement de Paris  | Paris                   | Île-de-France              | inscrit    | « PA00088479 », notice no PA00088479 | 48° 51′ 12″ nord, 2° 20′ 39″ est    |       |
| Édicule Guimard de la station de métro Saint-Michel                                    | 6e arrondissement de Paris  | Paris                   | Île-de-France              | inscrit    | « PA00088648 », notice no PA00088648 | 48° 51′ 11″ nord, 2° 20′ 35″ est    |       |
| Édicule Guimard de la station de métro Europe                                          | 8e arrondissement de Paris  | Paris                   | Île-de-France              | inscrit    | « PA00088871 », notice no PA00088871 | 48° 52′ 44″ nord, 2° 19′ 22″ est    |       |
| Édicule Guimard de la station de métro Saint-Lazare                                    | 8e arrondissement de Paris  | Paris                   | Île-de-France              | inscrit    | « PA00088872 », notice no PA00088872 | 48° 52′ 29″ nord, 2° 19′ 29″ est    |       |
| Édicule Guimard de la station de métro Opéra                                           | 9e arrondissement de Paris  | Paris                   | Île-de-France              | inscrit    | « PA00088992 », notice no PA00088992 | 48° 52′ 18″ nord, 2° 19′ 50″ est    |       |
| Lycée Jules-Ferry                                                                      | 9e arrondissement de Paris  | Paris                   | Île-de-France              | inscrit    | « PA75090008 », notice no PA75090008 | 48° 53′ 03″ nord, 2° 19′ 48″ est    |       |
| Église de la Sainte-Trinité                                                            | 9e arrondissement de Paris  | Paris                   | Île-de-France              | classé     | « PA00088906 », notice no PA00088906 | 48° 52′ 37″ nord, 2° 19′ 54″ est    |       |
| Édicule Guimard de la station de métro Cadet                                           | 9e arrondissement de Paris  | Paris                   | Île-de-France              | inscrit    | « PA00088991 », notice no PA00088991 | 48° 52′ 34″ nord, 2° 20′ 39″ est    |       |
| Château de Beauvoir-Wavans                                                             | Beauvoir-Wavans             | Pas-de-Calais           | Hauts-de-France            | inscrit    | « PA62000153 », notice no PA62000153 | 50° 13′ 00″ nord, 2° 10′ 31″ est    |       |
| Château de Berles-Monchel                                                              | Berles-Monchel              | Pas-de-Calais           | Hauts-de-France            | inscrit    | « PA62000154 », notice no PA62000154 | 50° 20′ 27″ nord, 2° 33′ 53″ est    |       |
| Château de Parenty                                                                     | Parenty                     | Pas-de-Calais           | Hauts-de-France            | inscrit    | « PA62000155 », notice no PA62000155 | 50° 35′ 09″ nord, 1° 48′ 43″ est    |       |
| Château d'Audisque                                                                     | Saint-Étienne-au-Mont       | Pas-de-Calais           | Hauts-de-France            | inscrit    | « PA00108393 », notice no PA00108393 | 50° 40′ 42″ nord, 1° 37′ 45″ est    |       |
| Villa Les Mauriciens                                                                   | Wimereux                    | Pas-de-Calais           | Hauts-de-France            | inscrit    | « PA62000062 », notice no PA62000062 | 50° 46′ 05″ nord, 1° 36′ 33″ est    |       |
| Hôtel Coiffier                                                                         | Aigueperse                  | Puy-de-Dôme             | Auvergne-Rhône-Alpes       | inscrit    | « PA63000121 », notice no PA63000121 | 46° 01′ 22″ nord, 3° 12′ 07″ est    |       |
| Casino Chardon                                                                         | La Bourboule                | Puy-de-Dôme             | Auvergne-Rhône-Alpes       | inscrit    | « PA63000117 », notice no PA63000117 | 45° 35′ 15″ nord, 2° 44′ 15″ est    |       |
| Château de Lord Davis                                                                  | Charbonnières-les-Vieilles  | Puy-de-Dôme             | Auvergne-Rhône-Alpes       | inscrit    | « PA63000078 », notice no PA63000078 | 45° 59′ 45″ nord, 2° 59′ 59″ est    |       |
| Pharmacie Gros                                                                         | Clermont-Ferrand            | Puy-de-Dôme             | Auvergne-Rhône-Alpes       | inscrit    | « PA63000119 », notice no PA63000119 | 45° 46′ 51″ nord, 3° 05′ 27″ est    |       |
| Enceinte gallo-romaine                                                                 | Clermont-Ferrand            | Puy-de-Dôme             | Auvergne-Rhône-Alpes       | inscrit    | « PA63000118 », notice no PA63000118 | 45° 46′ 47″ nord, 3° 05′ 07″ est    |       |
| Motte castrale de Brion                                                                | Compains                    | Puy-de-Dôme             | Auvergne-Rhône-Alpes       | inscrit    | « PA63000120 », notice no PA63000120 | 45° 24′ 49″ nord, 2° 57′ 40″ est    |       |
| Abbaye de Mozac                                                                        | Mozac                       | Puy-de-Dôme             | Auvergne-Rhône-Alpes       | classé     | « PA00092209 », notice no PA00092209 | 45° 53′ 25″ nord, 3° 05′ 39″ est    |       |
| Château de Vassel                                                                      | Vassel                      | Puy-de-Dôme             | Auvergne-Rhône-Alpes       | inscrit    | « PA00092454 », notice no PA00092454 | 45° 45′ 53″ nord, 3° 18′ 29″ est    |       |
| Église orthodoxe de Biarritz                                                           | Biarritz                    | Pyrénées-Atlantiques    | Nouvelle-Aquitaine         | classé     | « PA64000105 », notice no PA64000105 | 43° 29′ 10″ nord, 1° 33′ 18″ ouest  |       |
| Villa Arnaga                                                                           | Cambo-les-Bains             | Pyrénées-Atlantiques    | Nouvelle-Aquitaine         | classé     | « PA00135195 », notice no PA00135195 | 43° 22′ 04″ nord, 1° 25′ 22″ ouest  |       |
| Château d'Espalungue                                                                   | Laruns                      | Pyrénées-Atlantiques    | Nouvelle-Aquitaine         | inscrit    | « PA64000110 », notice no PA64000110 | 42° 59′ 00″ nord, 0° 24′ 52″ ouest  |       |
| Église Saint-Julien                                                                    | Lons                        | Pyrénées-Atlantiques    | Nouvelle-Aquitaine         | inscrit    | « PA64000111 », notice no PA64000111 | 43° 19′ 23″ nord, 0° 22′ 48″ ouest  |       |
| Église Notre-Dame de Sarrance                                                          | Sarrance                    | Pyrénées-Atlantiques    | Nouvelle-Aquitaine         | classé     | « PA00084521 », notice no PA00084521 | 43° 03′ 03″ nord, 0° 36′ 08″ ouest  |       |
| Château d'Urtubie                                                                      | Urrugne                     | Pyrénées-Atlantiques    | Nouvelle-Aquitaine         | inscrit    | « PA00084538 », notice no PA00084538 | 43° 22′ 00″ nord, 1° 41′ 18″ ouest  |       |
| Château de Querroig                                                                    | Banyuls-sur-Mer             | Pyrénées-Orientales     | Occitanie                  | inscrit    | « PA66000051 », notice no PA66000051 | 42° 26′ 17″ nord, 3° 07′ 15″ est    |       |
| Rocher gravé Garreta                                                                   | Enveitg                     | Pyrénées-Orientales     | Occitanie                  | classé     | « PA66000043 », notice no PA66000043 | 42° 27′ 40″ nord, 1° 54′ 07″ est    |       |
| Maison des Gouverneurs                                                                 | Saint-Denis                 | La Réunion              | La Réunion                 | inscrit    | « PA97400142 », notice no PA97400142 | 20° 55′ 05″ sud, 55° 27′ 28″ est    |       |
| Immeuble de négoce de la rue Jean-Chatel                                               | Saint-Denis                 | La Réunion              | La Réunion                 | inscrit    | « PA97400141 », notice no PA97400141 | 20° 52′ 36″ sud, 55° 26′ 57″ est    |       |
| Hangar Fillod                                                                          | Saint-Paul                  | La Réunion              | La Réunion                 | inscrit    | « PA97400143 », notice no PA97400143 | 21° 04′ 44″ sud, 55° 16′ 31″ est    |       |
| Statue équestre de Louis XIV                                                           | 2e arrondissement de Lyon   | Rhône                   | Auvergne-Rhône-Alpes       | inscrit    | « PA69000054 », notice no PA69000054 | 45° 45′ 28″ nord, 4° 49′ 56″ est    |       |
| Villa Vermorel et son parc                                                             | Villefranche-sur-Saône      | Rhône                   | Auvergne-Rhône-Alpes       | inscrit    | « PA69000055 », notice no PA69000055 | 45° 58′ 56″ nord, 4° 42′ 40″ est    |       |
| Monument aux morts                                                                     | Autun                       | Saône-et-Loire          | Bourgogne-Franche-Comté    | inscrit    | « PA71000078 », notice no PA71000078 | 46° 56′ 59″ nord, 4° 17′ 57″ est    |       |
| Monument aux morts                                                                     | Chalon-sur-Saône            | Saône-et-Loire          | Bourgogne-Franche-Comté    | inscrit    | « PA71000079 », notice no PA71000079 | 46° 46′ 45″ nord, 4° 51′ 10″ est    |       |
| Monument aux morts de Cuisery                                                          | Cuisery                     | Saône-et-Loire          | Bourgogne-Franche-Comté    | inscrit    | « PA71000080 », notice no PA71000080 | 46° 33′ 32″ nord, 5° 00′ 00″ est    |       |
| Château de Dracy-lès-Couches                                                           | Dracy-lès-Couches           | Saône-et-Loire          | Bourgogne-Franche-Comté    | inscrit    | « PA71000081 », notice no PA71000081 | 46° 53′ 26″ nord, 4° 34′ 27″ est    |       |
| Château des Crozes                                                                     | Frontenaud                  | Saône-et-Loire          | Bourgogne-Franche-Comté    | inscrit    | « PA71000082 », notice no PA71000082 | 46° 32′ 31″ nord, 5° 18′ 33″ est    |       |
| Monument aux morts du square de la Paix                                                | Mâcon                       | Saône-et-Loire          | Bourgogne-Franche-Comté    | inscrit    | « PA71000083 », notice no PA71000083 | 46° 18′ 29″ nord, 4° 49′ 55″ est    |       |
| Monument aux morts                                                                     | Montceau-les-Mines          | Saône-et-Loire          | Bourgogne-Franche-Comté    | inscrit    | « PA71000085 », notice no PA71000085 | 46° 40′ 33″ nord, 4° 21′ 50″ est    |       |
| Monument aux morts                                                                     | Tournus                     | Saône-et-Loire          | Bourgogne-Franche-Comté    | inscrit    | « PA00113508 », notice no PA00113508 | 46° 33′ 47″ nord, 4° 54′ 33″ est    |       |
| Hôtel Lacroix-Laval                                                                    | Tournus                     | Saône-et-Loire          | Bourgogne-Franche-Comté    | inscrit    | « PA00113503 », notice no PA00113503 | 46° 33′ 47″ nord, 4° 54′ 42″ est    |       |
| Édifice gallo-romain heptagonal de Juillé                                              | Juillé                      | Sarthe                  | Pays de la Loire           | inscrit    | « PA00109774 », notice no PA00109774 | 48° 14′ 40″ nord, 0° 07′ 19″ est    |       |
| Église Saint-Mamert de Ponthouin                                                       | Mézières-sur-Ponthouin      | Sarthe                  | Pays de la Loire           | inscrit    | « PA72000050 », notice no PA72000050 | 48° 12′ 44″ nord, 0° 17′ 34″ est    |       |
| Château de Chêne-de-Cœur                                                               | Saint-Pavace                | Sarthe                  | Pays de la Loire           | inscrit    | « PA72000051 », notice no PA72000051 | 48° 02′ 54″ nord, 0° 12′ 01″ est    |       |
| Château de Montigny                                                                    | Montigny                    | Sarthe                  | Pays de la Loire           | inscrit    | « PA72000052 », notice no PA72000052 | 48° 27′ 26″ nord, 0° 10′ 59″ est    |       |
| Thermes nationaux d'Aix-les-Bains                                                      | Aix-les-Bains               | Savoie                  | Auvergne-Rhône-Alpes       | inscrit    | « PA00118174 », notice no PA00118174 | 45° 41′ 19″ nord, 5° 54′ 57″ est    |       |
| Chalet Charlotte Perriand                                                              | Les Allues                  | Savoie                  | Auvergne-Rhône-Alpes       | classé     | « PA73000026 », notice no PA73000026 | 45° 23′ 53″ nord, 6° 34′ 18″ est    |       |
| Église Notre-Dame-de-l'Assomption de Conches-sur-Gondoire                              | Conches-sur-Gondoire        | Seine-et-Marne          | Île-de-France              | inscrit    | « PA00086898 », notice no PA00086898 | 48° 51′ 22″ nord, 2° 43′ 00″ est    |       |
| Jardin de Violet Trefusis                                                              | Saint-Loup-de-Naud          | Seine-et-Marne          | Île-de-France              | inscrit    | « PA77000030 », notice no PA77000030 | 48° 32′ 12″ nord, 3° 12′ 35″ est    |       |
| Sépulture d'Isabelle et René Viviani                                                   | Seine-Port                  | Seine-et-Marne          | Île-de-France              | inscrit    | « PA77000031 », notice no PA77000031 | 48° 33′ 20″ nord, 2° 33′ 34″ est    |       |
| Église Sainte-Geneviève                                                                | Trilbardou                  | Seine-et-Marne          | Île-de-France              | inscrit    | « PA77000032 », notice no PA77000032 | 48° 56′ 38″ nord, 2° 48′ 17″ est    |       |
| Villa La Guillette ou de Guy de Maupassant                                             | Étretat                     | Seine-Maritime          | Normandie                  | inscrit    | « PA76000101 », notice no PA76000101 | 49° 42′ 09″ nord, 0° 12′ 49″ est    |       |
| Ancien château d'eau, dit aussi « rotonde de Graville »                                | Le Havre                    | Seine-Maritime          | Normandie                  | inscrit    | « PA76000102 », notice no PA76000102 | 49° 30′ 10″ nord, 0° 09′ 38″ est    |       |
| Immeuble des ISAI dénommé « îlot V40 et V41 »                                          | Le Havre                    | Seine-Maritime          | Normandie                  | inscrit    | « PA76000104 », notice no PA76000104 | 49° 29′ 31″ nord, 0° 06′ 26″ est    |       |
| Église Notre-Dame d'Hodenger                                                           | Hodeng-Hodenger             | Seine-Maritime          | Normandie                  | classé     | « PA76000092 », notice no PA76000092 | 49° 32′ 28″ nord, 1° 35′ 12″ est    |       |
| Cénotaphe de Charles Lefebvre-Desnouettes dit « Pain de Sucre »                        | Sainte-Adresse              | Seine-Maritime          | Normandie                  | inscrit    | « PA76000106 », notice no PA76000106 | 49° 30′ 16″ nord, 0° 05′ 00″ est    |       |
| Chapelle Notre-Dame-des-Sans-Logis-et-de-Tout-le-Monde                                 | Noisy-le-Grand              | Seine-Saint-Denis       | Île-de-France              | classé     | « PA93000028 », notice no PA93000028 | 48° 50′ 54″ nord, 2° 34′ 36″ est    |       |
| Citadelle                                                                              | Amiens                      | Somme                   | Hauts-de-France            | classé     | « PA00116049 », notice no PA00116049 | 49° 54′ 22″ nord, 2° 17′ 55″ est    |       |
| Mémorial de Thiepval                                                                   | Authuille                   | Somme                   | Hauts-de-France            | inscrit    | « PA80000092 », notice no PA80000092 | 50° 03′ 02″ nord, 2° 41′ 09″ est    |       |
| Mémorial de Thiepval                                                                   | Authuille                   | Somme                   | Hauts-de-France            | inscrit    | « PA80000092 », notice no PA80000092 | 50° 03′ 02″ nord, 2° 41′ 09″ est    |       |
| Usine Saint Frères                                                                     | Beauval                     | Somme                   | Hauts-de-France            | inscrit    | « PA80000086 », notice no PA80000086 | 50° 06′ 52″ nord, 2° 20′ 28″ est    |       |
| Chapelle du Souvenir français                                                          | Bouchavesnes-Bergen         | Somme                   | Hauts-de-France            | inscrit    | « PA80000090 », notice no PA80000090 | 49° 59′ 52″ nord, 2° 54′ 38″ est    |       |
| Abbaye Notre-Dame de Séry                                                              | Bouttencourt                | Somme                   | Hauts-de-France            | inscrit    | « PA80000097 », notice no PA80000097 | 49° 56′ 35″ nord, 1° 36′ 45″ est    |       |
| Cimetière militaire britannique de Louvencourt                                         | Louvencourt                 | Somme                   | Hauts-de-France            | inscrit    | « PA80000093 », notice no PA80000093 | 50° 05′ 21″ nord, 2° 30′ 14″ est    |       |
| Cimetière chinois de Nolette                                                           | Noyelles-sur-Mer            | Somme                   | Hauts-de-France            | inscrit    | « PA80000094 », notice no PA80000094 | 50° 11′ 10″ nord, 1° 43′ 23″ est    |       |
| Mémorial de Pozières                                                                   | Ovillers-la-Boisselle       | Somme                   | Hauts-de-France            | inscrit    | « PA80000089 », notice no PA80000089 | 50° 02′ 03″ nord, 2° 42′ 54″ est    |       |
| Cimetière militaire allemand de Rancourt (l'oratoire)                                  | Rancourt                    | Somme                   | Hauts-de-France            | inscrit    | « PA80000091 », notice no PA80000091 | 49° 59′ 49″ nord, 2° 54′ 18″ est    |       |
| Tour d'Ulster                                                                          | Thiepval                    | Somme                   | Hauts-de-France            | inscrit    | « PA80000095 », notice no PA80000095 | 50° 03′ 43″ nord, 2° 40′ 52″ est    |       |
| Cimetière militaire britannique de la route du moulin (Mill Road Cemetery)             | Thiepval                    | Somme                   | Hauts-de-France            | inscrit    | « PA80000096 », notice no PA80000096 | 50° 03′ 40″ nord, 2° 41′ 00″ est    |       |
| Château                                                                                | Garrevaques                 | Tarn                    | Occitanie                  | inscrit    | « PA81000054 », notice no PA81000054 | 43° 29′ 50″ nord, 1° 58′ 05″ est    |       |
| Groupe scolaire de Fontgrande                                                          | Saint-Benoît-de-Carmaux     | Tarn                    | Occitanie                  | inscrit    | « PA81000055 », notice no PA81000055 | 44° 02′ 58″ nord, 2° 08′ 04″ est    |       |
| Grotte du Calel                                                                        | Sorèze                      | Tarn                    | Occitanie                  | inscrit    | « PA00095648 », notice no PA00095648 | 43° 27′ 15″ nord, 2° 04′ 03″ est    |       |
| Château                                                                                | Caylus                      | Tarn-et-Garonne         | Occitanie                  | inscrit    | « PA82000038 », notice no PA82000038 | 44° 14′ 06″ nord, 1° 46′ 18″ est    |       |
| Domaine de Pierredon                                                                   | Sanary-sur-Mer              | Var                     | Provence-Alpes-Côte d'Azur | inscrit    | « PA83000039 », notice no PA83000039 | 43° 07′ 44″ nord, 5° 48′ 48″ est    |       |
| Retranchement dit Crémaillère du Faron                                                 | Toulon                      | Var                     | Provence-Alpes-Côte d'Azur | inscrit    | « PA83000038 », notice no PA83000038 | 43° 08′ 29″ nord, 5° 57′ 31″ est    |       |
| Moulin des Gaffins                                                                     | Althen-des-Paluds           | Vaucluse                | Provence-Alpes-Côte d'Azur | inscrit    | « PA84000072 », notice no PA84000072 | 44° 00′ 48″ nord, 4° 56′ 50″ est    |       |
| Maison cardinale de Bollène                                                            | Bollène                     | Vaucluse                | Provence-Alpes-Côte d'Azur | classé     | « PA00081978 », notice no PA00081978 | 44° 16′ 37″ nord, 4° 45′ 03″ est    |       |
| Chapelle Saint-Andéol de Velorgues                                                     | L'Isle-sur-la-Sorgue        | Vaucluse                | Provence-Alpes-Côte d'Azur | inscrit    | « PA84000073 », notice no PA84000073 | 43° 53′ 52″ nord, 5° 02′ 57″ est    |       |
| Château de Brantes                                                                     | Sorgues                     | Vaucluse                | Provence-Alpes-Côte d'Azur | inscrit    | « PA00082167 », notice no PA00082167 | 44° 00′ 01″ nord, 4° 52′ 37″ est    |       |
| Manoir de la Tuderrière                                                                | Apremont                    | Vendée                  | Pays de la Loire           | inscrit    | « PA00110019 », notice no PA00110019 | 46° 44′ 12″ nord, 1° 44′ 09″ ouest  |       |
| Statue équestre de Napoléon                                                            | La Roche-sur-Yon            | Vendée                  | Pays de la Loire           | inscrit    | « PA85000054 », notice no PA85000054 | 46° 40′ 14″ nord, 1° 25′ 36″ ouest  |       |
| Maison de Charles Milcendeau                                                           | Soullans                    | Vendée                  | Pays de la Loire           | inscrit    | « PA85000055 », notice no PA85000055 | 46° 46′ 44″ nord, 1° 54′ 33″ ouest  |       |
| Monument aux morts                                                                     | Auxerre                     | Yonne                   | Bourgogne-Franche-Comté    | inscrit    | « PA89000061 », notice no PA89000061 | 47° 47′ 32″ nord, 3° 34′ 05″ est    |       |
| Monument à Surugue                                                                     | Auxerre                     | Yonne                   | Bourgogne-Franche-Comté    | inscrit    | « PA89000062 », notice no PA89000062 | 47° 48′ 06″ nord, 3° 34′ 23″ est    |       |
| Monument aux morts                                                                     | Avallon                     | Yonne                   | Bourgogne-Franche-Comté    | inscrit    | « PA89000063 », notice no PA89000063 | 47° 29′ 25″ nord, 3° 54′ 35″ est    |       |
| Église Notre-Dame de Malicorne                                                         | Charny Orée de Puisaye      | Yonne                   | Bourgogne-Franche-Comté    | inscrit    | « PA89000064 », notice no PA89000064 | 47° 49′ 14″ nord, 3° 06′ 07″ est    |       |
| Église Notre-Dame-de-l'Assomption                                                      | Chéroy                      | Yonne                   | Bourgogne-Franche-Comté    | inscrit    | « PA89000065 », notice no PA89000065 | 48° 12′ 10″ nord, 3° 00′ 00″ est    |       |
| Monument aux morts                                                                     | Crain                       | Yonne                   | Bourgogne-Franche-Comté    | inscrit    | « PA89000066 », notice no PA89000066 | 47° 31′ 49″ nord, 3° 33′ 22″ est    |       |
| Monument aux morts                                                                     | Mailly-le-Château           | Yonne                   | Bourgogne-Franche-Comté    | inscrit    | « PA89000067 », notice no PA89000067 | 47° 35′ 48″ nord, 3° 38′ 22″ est    |       |
| Domaine du château de Nuits                                                            | Nuits                       | Yonne                   | Bourgogne-Franche-Comté    | classé     | « PA00113768 », notice no PA00113768 | 47° 43′ 59″ nord, 4° 12′ 53″ est    |       |
| Monument aux morts de l'arrondissement de Sens                                         | Sens                        | Yonne                   | Bourgogne-Franche-Comté    | inscrit    | « PA89000068 », notice no PA89000068 | 48° 11′ 55″ nord, 3° 17′ 24″ est    |       |
| Église Saint-Sylvestre                                                                 | Tanlay                      | Yonne                   | Bourgogne-Franche-Comté    | inscrit    | « PA89000069 », notice no PA89000069 | 47° 50′ 51″ nord, 4° 05′ 07″ est    |       |
| Monument aux morts                                                                     | Villeneuve-sur-Yonne        | Yonne                   | Bourgogne-Franche-Comté    | inscrit    | « PA89000070 », notice no PA89000070 | 48° 04′ 45″ nord, 3° 17′ 39″ est    |       |
| Église Saint-Germain-de-Paris                                                          | Magny-les-Hameaux           | Yvelines                | Île-de-France              | inscrit    | « PA78000036 », notice no PA78000036 | 48° 44′ 39″ nord, 2° 03′ 41″ est    |       |
| Château de Brouëssy                                                                    | Magny-les-Hameaux           | Yvelines                | Île-de-France              | inscrit    | « PA78000024 », notice no PA78000024 | 48° 44′ 44″ nord, 2° 02′ 59″ est    |       |
| Château de Monte-Cristo                                                                | Le Port-Marly               | Yvelines                | Île-de-France              | classé     | « PA00087575 », notice no PA00087575 | 48° 53′ 08″ nord, 2° 06′ 12″ est    |       |
| Pavillon du Roi de Rome                                                                | Rambouillet                 | Yvelines                | Île-de-France              | classé     | « PA00087584 », notice no PA00087584 | 48° 38′ 39″ nord, 1° 49′ 20″ est    |       |
| Grand Commun                                                                           | Versailles                  | Yvelines                | Île-de-France              | classé     | « PA00087676 », notice no PA00087676 | 48° 48′ 11″ nord, 2° 07′ 19″ est    |       |
| Église Sainte-Marguerite du Vésinet                                                    | Le Vésinet                  | Yvelines                | Île-de-France              | classé     | « PA00087778 », notice no PA00087778 | 48° 53′ 32″ nord, 2° 08′ 02″ est    |       |